# 高丛珍珠梅
高丛珍珠梅（学名：Sorbaria arborea）为蔷薇科珍珠梅属下的一个种。

## 扩展阅读
- 維基物種上的相關：高丛珍珠梅